# Atasha Kawajiri Kodama Da Yo
Atasha Kawajiri Kodama Da Yo: Dangerous Life Hacker no Tadareta Seikatsu (あたしゃ川尻こだまだよ～デンジャラスライフハッカーのただれた生活～ Atasha Kawajiri Kodama Da Yo ～Denjarasu Raifu Hakkā no Tadareta Seikatsu～?, lit. Soy Kodama Kawajiri: la vida excesivamente indulgente de un hacker con una vida peligrosa) es una serie de manga japonesa de Kodama Kawajiri. Se ha serializado en línea a través de Twitter desde 2020 y ha sido recopilado en un solo volumen tankōbon por Kadokawa Shōten. Una adaptación de la serie a anime por el estudio Lapin Track está programada para estrenarse en enero de 2022.

## Personajes
Kodama Kawajiri (川尻こだま Kawajiri Kodama?)
 Seiyū: Aoi Yūki

## Media

### Manga
| Volúmenes de manga publicados | Volúmenes de manga publicados | Volúmenes de manga publicados |
| Número                        | Fecha de publicación          | ISBN                          |
| ----------------------------- | ----------------------------- | ----------------------------- |
| 1                             | 5 de noviembre de 2021        | ISBN 9784046808288            |

### Anime
El 9 de septiembre de 2021 se anunció una adaptación de la serie a anime por Lapin Track. La serie está programada para emitirse a partir de enero de 2022 dentro del programa de variedades EXITV~FOD no Shinsaku Meisaku wo Pon! Pon! Misemakuri!!~ en Fuji TV.